# گورستان خالی دره
گورستان خالی دره مربوط به اواسط هزاره ۲- دوران‌های تاریخی پس از اسلام است و در شهرستان نمین، بخش عنبران، روستای امین جان واقع شده و این اثر در تاریخ ۲۴ تیر ۱۳۸۲ با شمارهٔ ثبت ۹۱۵۷ به‌عنوان یکی از آثار ملی ایران به ثبت رسیده است.